# ネフチェゴルスク (サハリン州)
座標: 北緯52度59分48秒 東経142度56分47秒 / 北緯52.996667度 東経142.946389度
ネフチェゴルスク（ロシア語: Нефтего́рск）は、サハリン島北部の町。石油生産を行っていたが、1995年の地震で壊滅状態となり再建されなかった。ロシア連邦サハリン州に属する。

## 概要
ネフチェゴルスクは、サハリン北部の東海岸寄りに位置する町である。ノグリキとオハの中間地点よりやや北寄り、オハの南方約100キロメートル、北緯52.99度、東経142.94度に位置していた。石油を産する。
1970年以前はヴォストーク（ロシア語: Восто́к）と呼ばれていた。1995年5月28日午前1時4分（現地時間）、マグニチュード7.6に達するネフチェゴルスク地震により安普請で耐震性がないフルシチョフカ様式アパートなどが倒壊、全人口約3,500人のうち2,000人以上が犠牲となった。地震後、町は再建されておらず、慰霊碑がこの地に建立されている。

## 人口
| ネフチェゴルスクの人口推移 | ネフチェゴルスクの人口推移 | ネフチェゴルスクの人口推移 | ネフチェゴルスクの人口推移 | ネフチェゴルスクの人口推移 | ネフチェゴルスクの人口推移 |
| 1959年                     | 1970年                     | 1979年                     | 1989年                     | 1995年                     |                            |
| -------------------------- | -------------------------- | -------------------------- | -------------------------- | -------------------------- | -------------------------- |
|                            |                            | 3,974人                    | 3,507人                    | 0人                        |                            |